# Гексагональные шахматы Шафрана
Гексагональные шахматы Шафрана — один из вариантов шахмат на шестиугольной доске. Изобретён советским геологом Исааком Шафраном.

## История
Данный вариант шахмат был изобретён советским геологом Исааком Шафраном в 1939 году. В 1956 году было получено  авторское свидетельство на изобретение. В 1960 году игра была представлена на международной шахматной выставке в Лейпциге.

## Описание

### Доска, фигуры, нотация
Доска для шахмат Шафрана — неравносторонний шестиугольник, содержащий 9 вертикалей и 10 «горизонталей», всего 70 шестиугольных полей. Горизонталям соответствуют линии, параллельные наклонным сторонам доски. Доска раскрашена в три цвета. Диагонали — ряды одноцветных полей, находящихся на одной линии.
В комплект входят 9 пешек, три слона, два коня, две ладьи, ферзь и король. Начальная позиция в шахматах Шафрана отходит от традиции классических шахмат — позиции противников не являются зеркально-симметричными. Короли находятся на центральной вертикали доски, справа от короля (относительно соответствующего игрока) находится слоновый фланг, где стоят два слона и конь, слева — ферзевый, где расположены ферзь, слон и конь. Ладьи традиционно стоят на крайних вертикалях.
Изображения фигур на диаграммах традиционны. Система координат на доске похожа, но не аналогична шахматам Глинского: вертикали обозначаются латинскими буквами от a до i, «горизонтали» — числами от 1 до 10. Поле обозначается парой «буква-число», в соответствии с обозначениями вертикали и горизонтали, на которых оно находится. Отличие от обозначений шахмат Глинского в интерпретации номеров горизонталей: в шахматах Шафрана весь ряд полей, идущий сверху-слева в направлении вправо-вниз, обозначается одним и тем же числом.

### Правила ходов
Правила ходов аналогичны шахматам Глинского, за исключением хода пешки и рокировки:
- Король ходит и бьёт на одно поле по вертикали, горизонтали и диагонали.
- Ладья ходит и бьёт на любое количество свободных полей по вертикали или горизонтали.
- Слон ходит и бьёт на любое количество свободных полей по диагонали. Слон ходит по клеткам одного цвета, и слонов три: белопольный, серопольный и чернопольный.
- Ферзь ходит и бьёт на любое количество свободных полей по вертикали, горизонтали и диагонали.
- Конь ходит «разогнутой» буквой «Г» — на ближайшие к его позиции поля, которые не доступны ходу ферзя или короля.
- Пешка ходит на одно поле вперёд, бьёт на одно поле по диагонали вперёд. На первом своём ходе пешка может пойти сразу более чем на одно поле, но не далее середины своей вертикали. Это означает, что крайние пешки могут ходить первым ходом только на одно поле, пешки, стоящие на трёх средних вертикалях — на три поля, остальные пешки — на два поля.
- Взятие на проходе. Если пешка делает первый ход более чем на одно поле, проходя при этом поле, находящееся под ударом пешки противника, на следующем ходе и только на нём пешка противника может взять ходившую пешку, сама при этом переместившись на поле, которое перешагнула ходившая пешка. Этот ход аналогичен взятию на проходе в классических шахматах.
- Рокировка. Может делаться длинная или короткая рокировка в любую сторону. Для рокировки, как и в классических шахматах, требуется, чтобы все поля между королём и ладьёй были свободны и чтобы король и рокируемая ладья с начала партии не сделали ни одного хода. При рокировке король не может пересекать битое поле. 
При длинной рокировке король перемещается на поле рядом с ладьёй, а ладья переносится через короля и ставится на следующее поле. При короткой рокировке порядок обратный — ладья перемещается на поле рядом с королём со своей стороны, а король «перешагивает» через неё. Обозначение рокировки: буква Q или B (от queen и bishop), означающая рокировку, соответственно, в сторону ферзя и в сторону слона, за которой следует 0-0 в случае короткой рокировки и 0-0-0 для длинной. Например, Q-0-0 — короткая рокировка в сторону ферзя, Q-0-0-0 — длинная рокировка в ту же сторону. Наличие рокировки в игре является скорее данью традиции, чем практической необходимостью, поскольку из-за формы доски и большей активности фигур рокировка не приводит ни к помещению короля в более безопасное место, ни к выводу ладьи на более активную позицию.

Для выигрыша в партии необходимо поставить мат королю противника. В случае пата объявляется ничья.